# Sumiyoshi-Schule

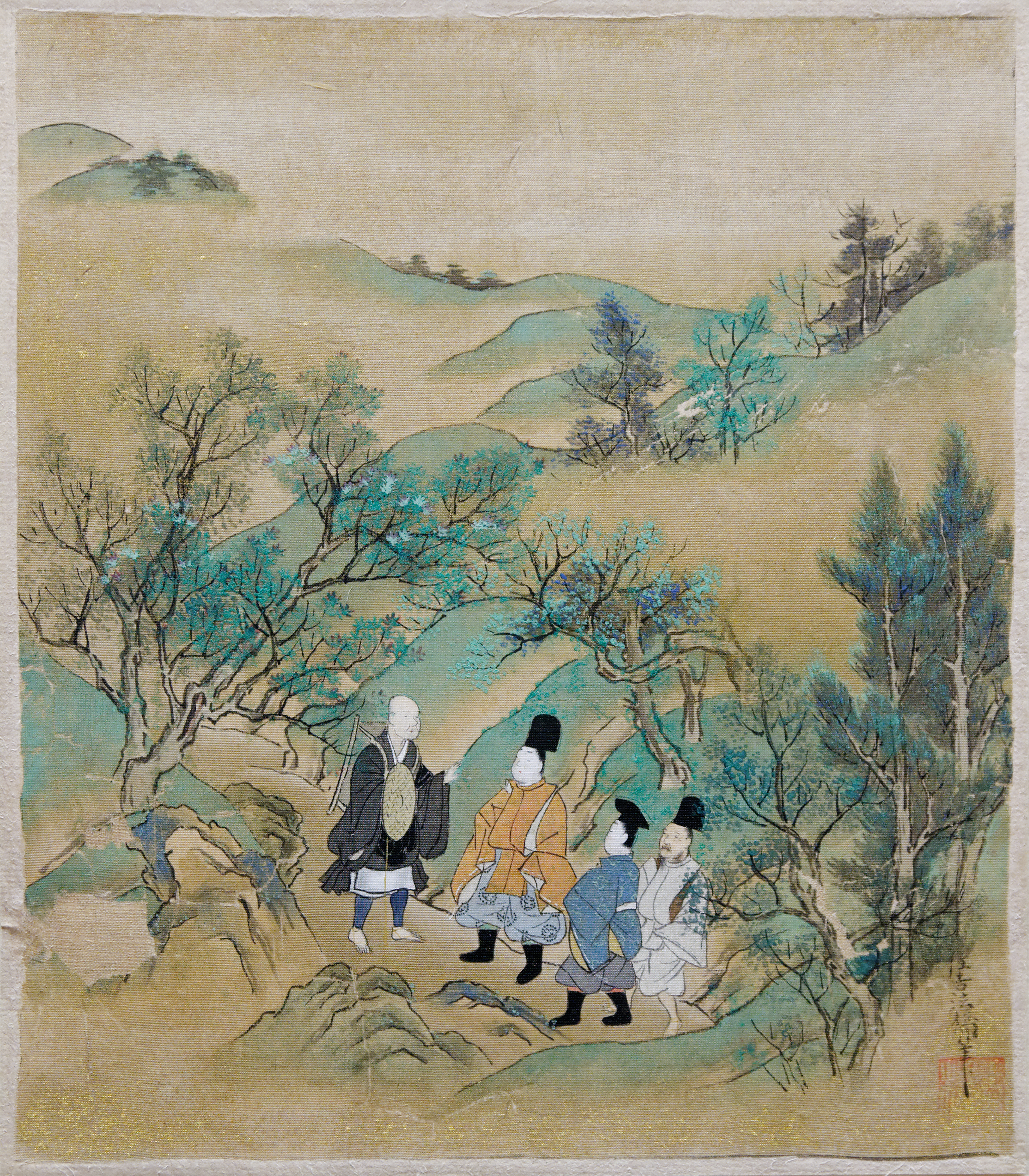
Sumiyoshi Jokei, aus dem Ise Monogatari.

Die Sumiyoshi-Schule (japanisch 住吉派, Sumiyoshi-ha) der japanischen Malerei, benannt nach der Künstler-Familie Sumiyoshi, hat sich zu Beginn der Edo-Zeit von der gleichfalls in der Tradition des Yamato-e stehenden Tosa-Schule abgespalten.

## Überblick
Sumiyoshi Hiromichi erlernte die Malerei unter Tosa Mitsuyoshi und Mitsunori und nahm den Künstlernamen Yokei (如慶) an. Im Jahr 1662 machte er sich selbständig und begründete die Sumiyoshi-Schule. Sein Sohn Hirozumi nannte sich Gukei (具慶), wurde akkreditierter Maler des Shogunats, Goyō-eshi (御用絵師) und zog nach Edo um. Er und seine Nachkommen waren bis ins 19. Jahrhundert malerisch tätig. Nach Hiromori entstanden zwei Nebenzweige der Schule, die eine von Itaya Keishū und die andere von Awatsuguchi Keiu begründet.
Die Sumiyoshi-Schule hinterließ eine Vielzahl von Bildern, Bildrollen und Stellschirmen, wobei sie zu einer etwas realistischeren Darstellung als die Tosa-Schule neigte.

## Die Schule
| Sumiyoshi Hiromichi (住吉 広通) | 1599–1670  |                             |             |                               |             |
| Sumiyoshi Hirozumi (住吉 広澄)  | 1631–1705  |                             |             |                               |             |
| Sumiyoshi Hiroyasu (住吉 広保)  | gest. 1730 |                             |             |                               |             |
| Sumiyoshi Hiromori (住吉 広守)  | gest. 1777 | Name                        | Lebensdaten | Name                          | Lebensdaten |
| Sumiyoshi Hiroyuki (住吉 広行)  | 1754–1811  | Itaya Keishū (板谷 桂舟)    | gest. 1797  | Awataguchi Keiu (粟田口 慶羽) | gest.1791   |
| Sumiyoshi Hirohisa (住吉 広尚)  | gest. 1808 | Keii Hironaga (慶意 広長)   | gest. 1814  | Keiu Naotaka (慶羽 直隆)      | gest. 1807  |
| Sumiyoshi Hironuki (住吉 弘貫)  | gest. 1862 | Keishū Hitotaka (桂舟 広隆) | gest. 1840  | Keiu naooki (慶羽 直興)       | gest. 1821  |
| Sumiyoshi Hirokata (住吉 広賢)  | gest. 1883 | Keii Hirohisa               | gest. 1836  | Keisetsu Takayoshi            | gest. 1849  |
| Sumiyoshi Hirokazu (住吉 広一)  |            | Keishū Hironobu             |             | Keirin Takashige              |             |